# رولت (فیلم)
«رولت» (انگلیسی: Roulette (film)) یک فیلم است.